# Park termalny Vrbov
Park termalny Vrbov  – geotermalne kąpielisko siarkowe na Słowacji, położone w miejscowości Vrbov (pol. Wierzbów).

## Historia kąpieliska
Kąpielisko powstało w 1981, ale lecznicze źródła siarkowe znane były już od 1714 w sąsiedniej położonej na północ od Wierzbowa miejscowości Lubica. Park termalny zlokalizowany jest na obrzeżach wsi w jej południowej części na wysokości 645 m n.p.m.. Jest zasilane wodą geotermalną z dwóch odwiertów. Z odwiertu nr 1 o głębokości 1742 m jest czerpana woda o temperaturze 56 °C i z odwiertu nr 2 o głębokości 2502 m woda o temperaturze 59 °C. Gruntowną modernizację i rozbudowę przeszło kąpielisko w 2009. Wtedy stare i nowe baseny połączone zostały nowoczesnym metalowym pomostem z drewnianą podłogą, która zbudowana została ze specjalnego drewna rosnącego w lasach monsunowych – bangkirai.

## Urządzenia kąpieliska
Kąpielisko działa przez cały rok. Kompleks składa się z basenów i term zgrupowanych na stosunkowo małym obszarze. Na terenie kąpieliska znajdują się:
- Baseny otwarte z wodą termalną:
  - basen pływacki (temperatura wody: 26-28 °C) o wymiarach 50x12 m
  - basen siedzący (36-37 °C) 28x10 m
  - basen siedzący Motyl (36-37 °C)
  - basen rekreacyjny (30 °C) 50x12 m
  - basen rekreacyjny (32 °C) z czerwonym toboganem o długości 61 m, który umożliwia długą jazdę z licznymi nieoczekiwanymi zakrętami[4]
  - 2 baseny dziecięce (30 °C) 10x10 m
  - basen dziecięcy z masażem (30 °C)
- Baseny kryte z czystą wodą:
  - basen przepływowy (temperatura wody: 32 °C)
  - basen Lienka (32 °C)
- Pozostałe:
  - miejsce zabaw dla dzieci
  - salon masażu
  - bufet
  - restauracja Koliba

Kąpielisko udostępniane jest według dwu wariantów: strefy termal z wstępem na wszystkie obiekty i ograniczonej (tańszej) strefy lato.

## Skład wody
Woda z obu źródeł charakteryzuje się bardzo wysoką mineralizacją. Dla otworu nr 1 wynosi 3,7 - 3,9 g/l, a dla otworu nr 2 waha się w granicach 3,9 - 4,1 g/l. Według składu chemicznego jest to woda wapienno-magnezowa, siarczkowa, wodorowo-węglanowa.  

## Zalecenia medyczne
Tutejsze wody geotermalne uznawane są za najbardziej lecznicze wody w Europie Środkowej. Wykazują działanie lecznicze w przypadku następujących schorzeń: kostno-stawowych, skórnych, układu nerwowego, sercowo-naczyniowych, górnych dróg oddechowych z astmą i alergicznych. Zalecany jednorazowy czas pobytu w basenie siedzącym (temperatura wody: 36-37 °C) wynosi 20 minut. 

## Galeria

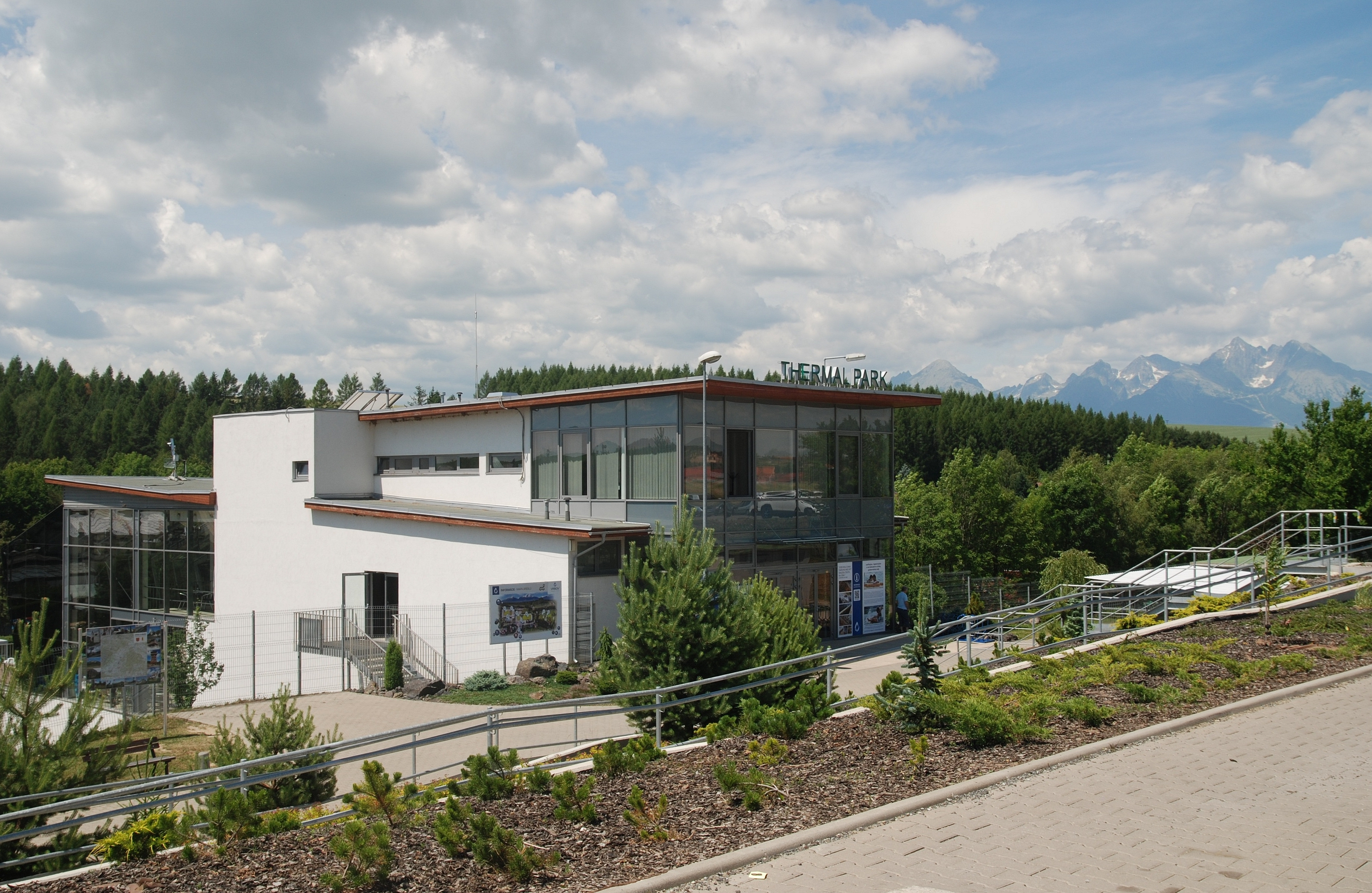
Widok ogólny
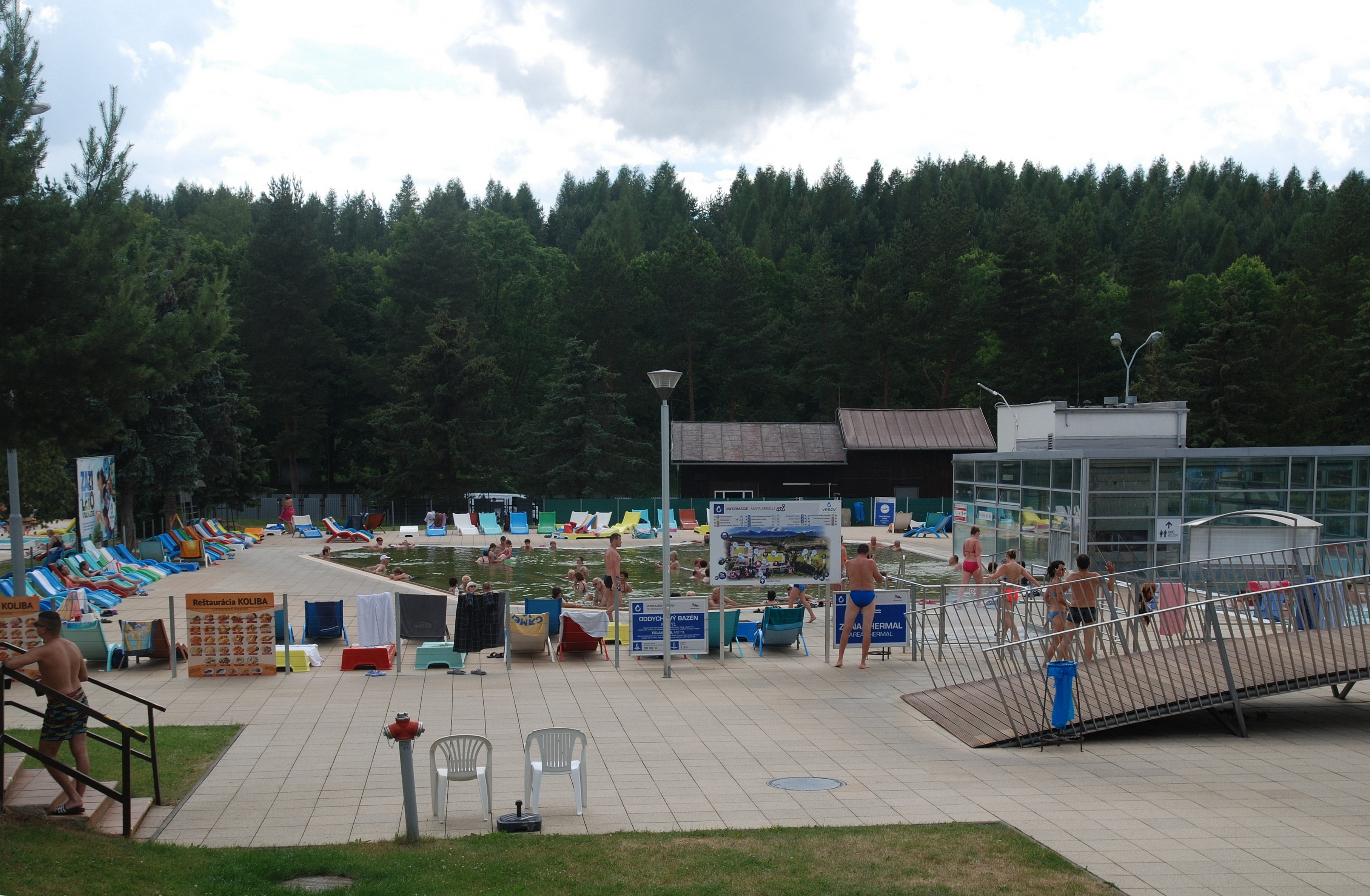
Widok na basen siedzący Motyl
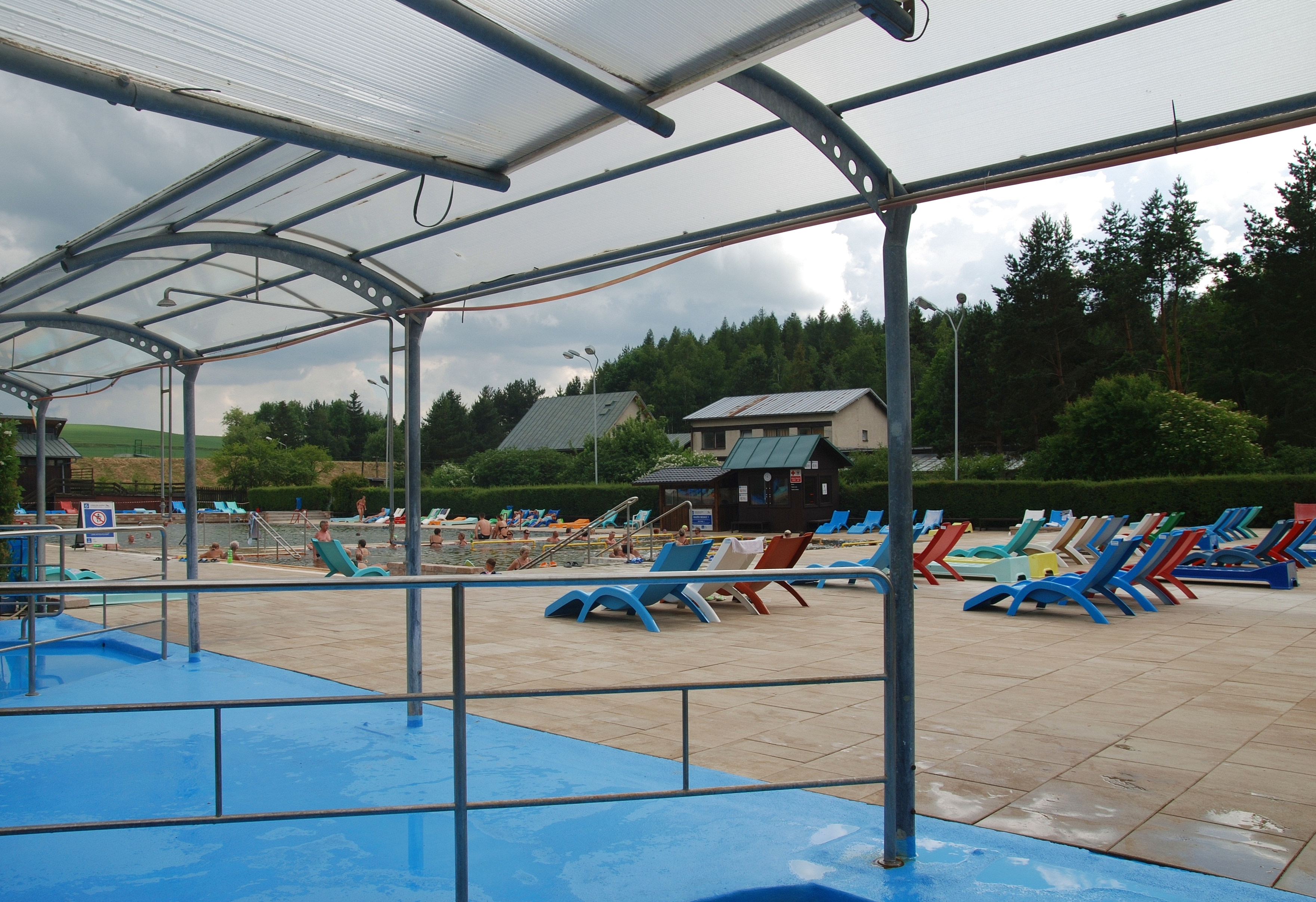
Widok na basen siedzący i pływacki
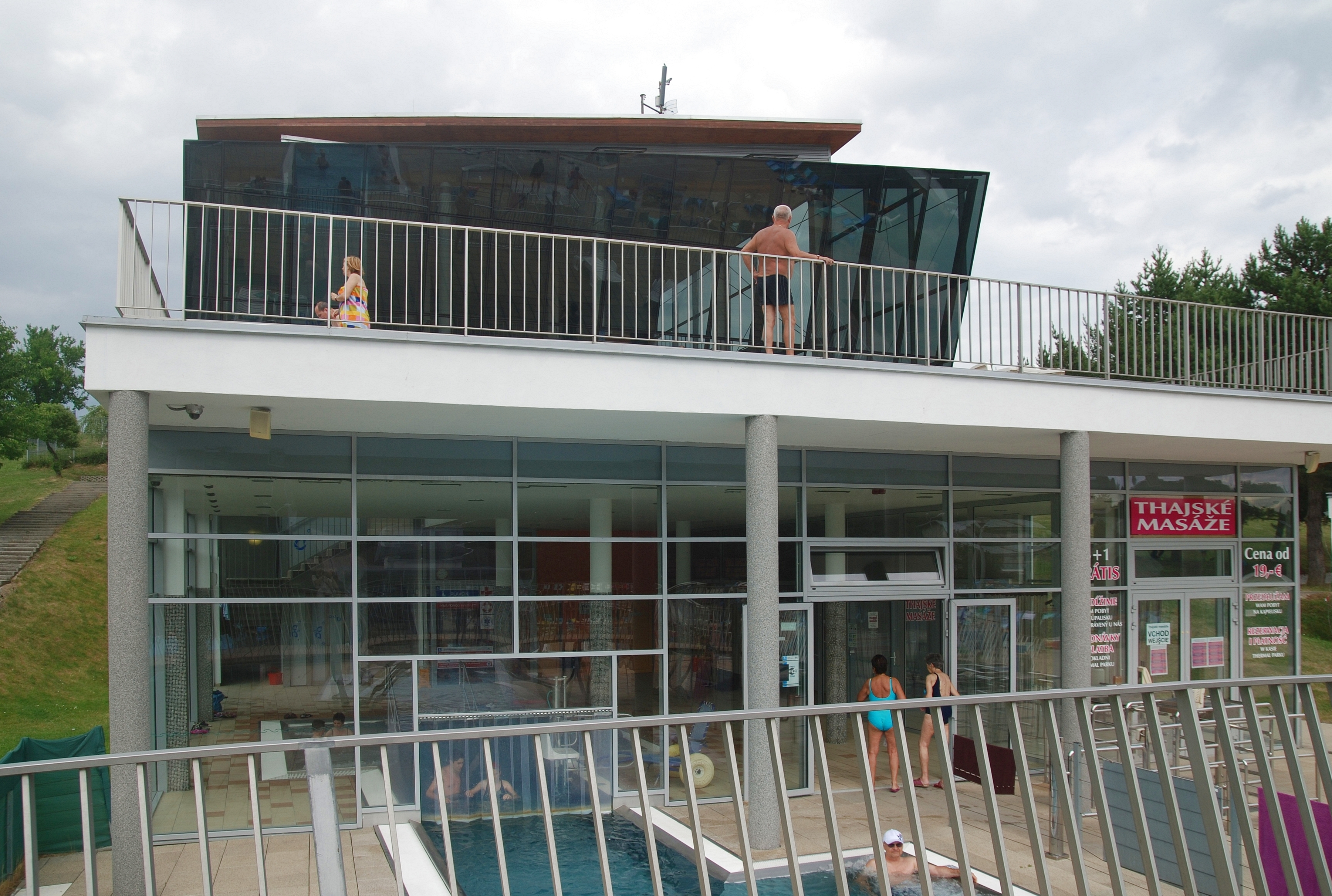
Basen przepływowy i salon masaży
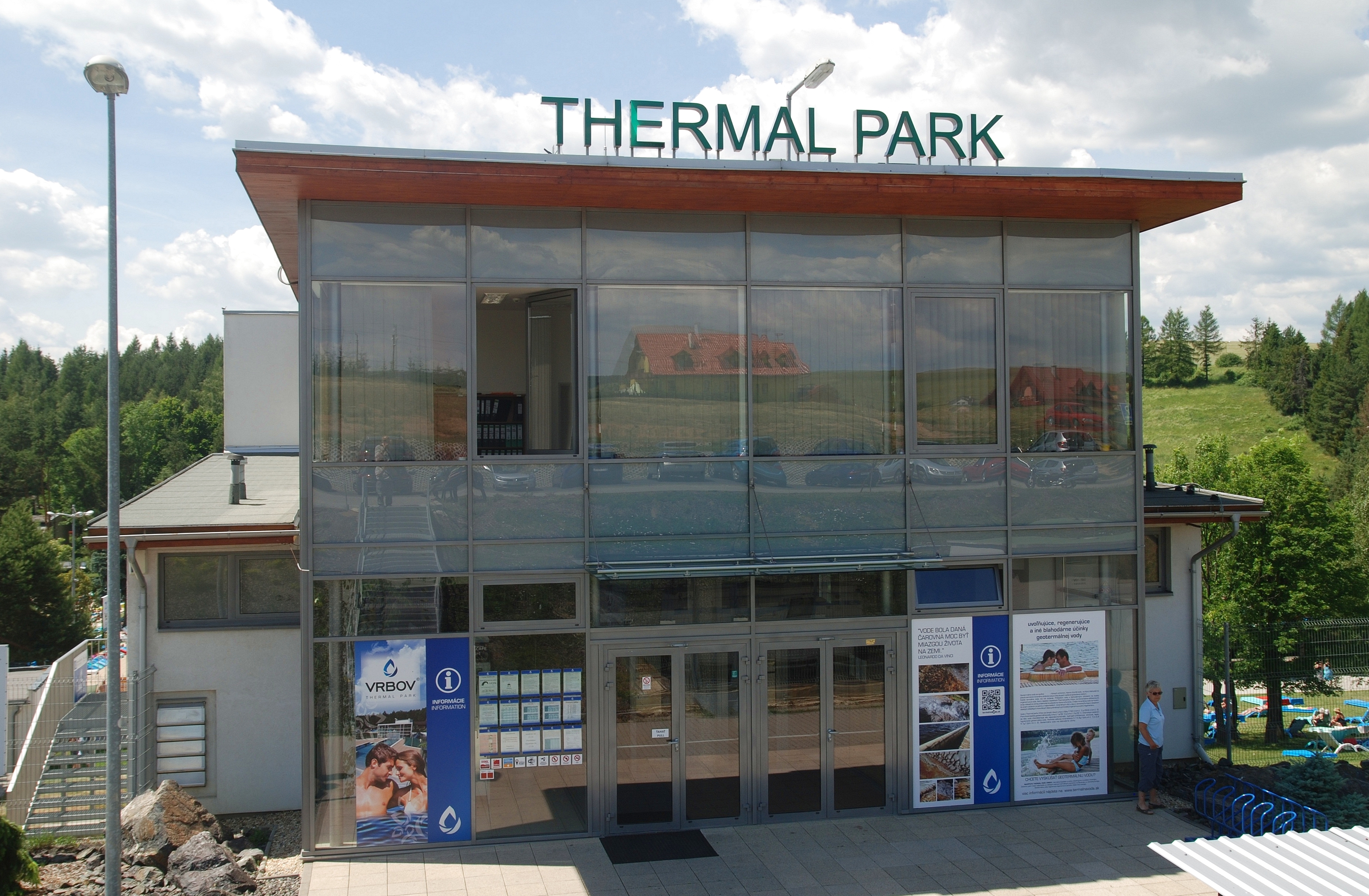
Wejście główne
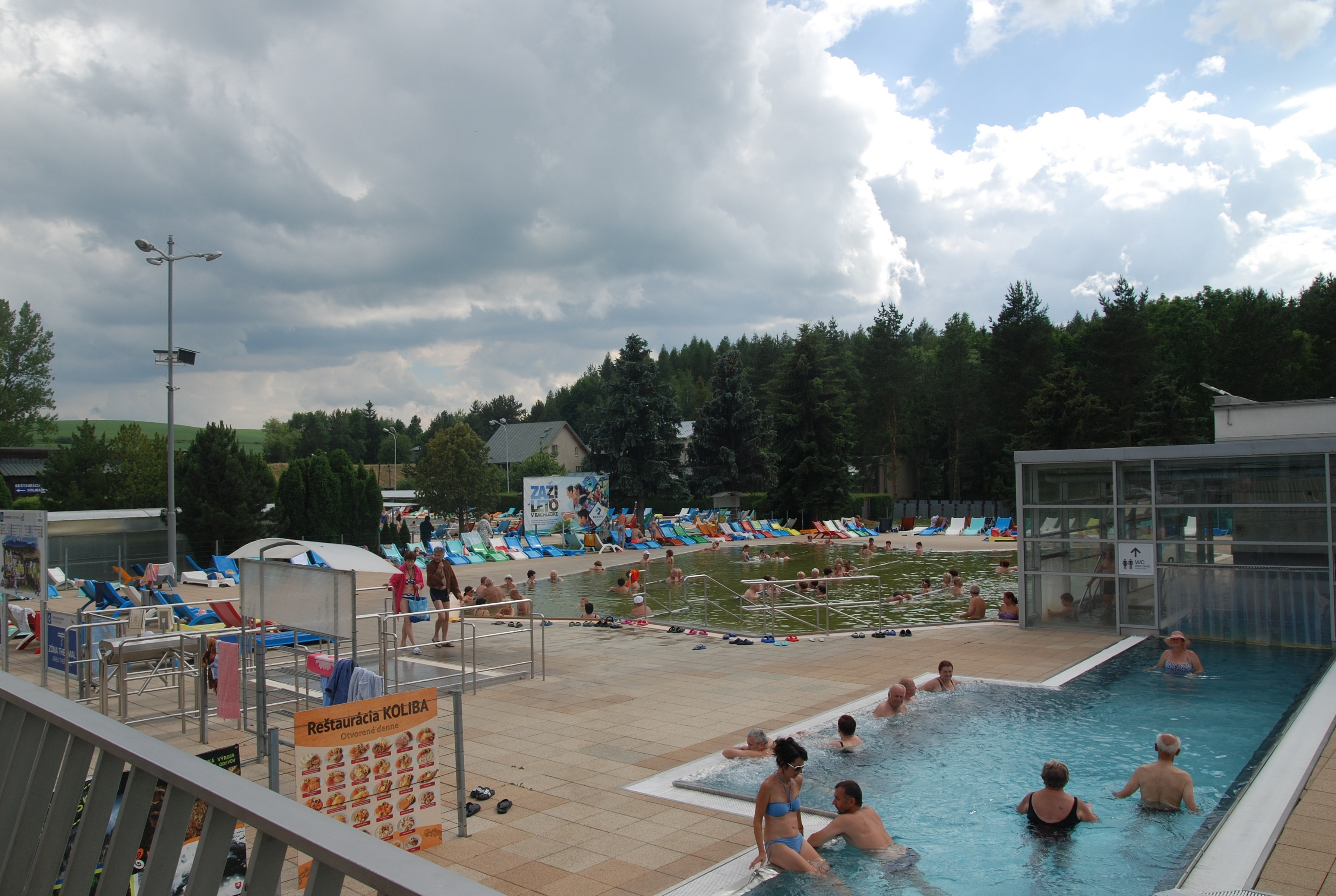
Basen przepływowy